# Dietes iridioides
Espèce
Dietes iridioides est une espèce végétale de la famille des Iridaceae. Parfois appelée iris sud-africain sauvage ou iris d'Afrique du sud.

## Répartition
Cette plante à fleurs est originaire des plaines du Kenya et d'Afrique du Sud.

## Description
Chaque fleur, blanche avec des marques jaune et mauve, de cette plante ne dure qu'un jour, mais elle est vite remplacée par d'autres fleurs. Elle pousse à partir d'un rhizome.

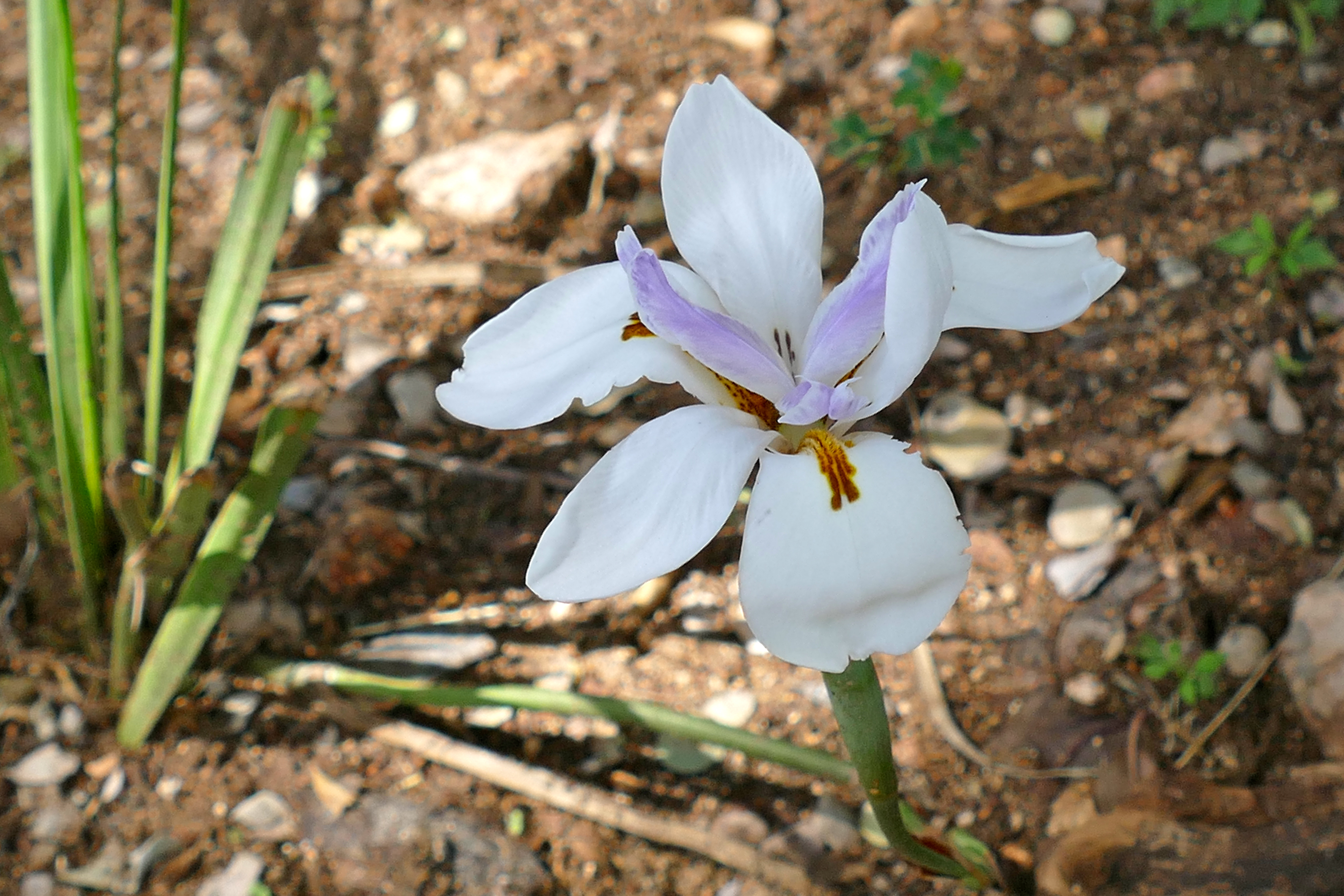
Parc national Kruger, Afrique du Sud.
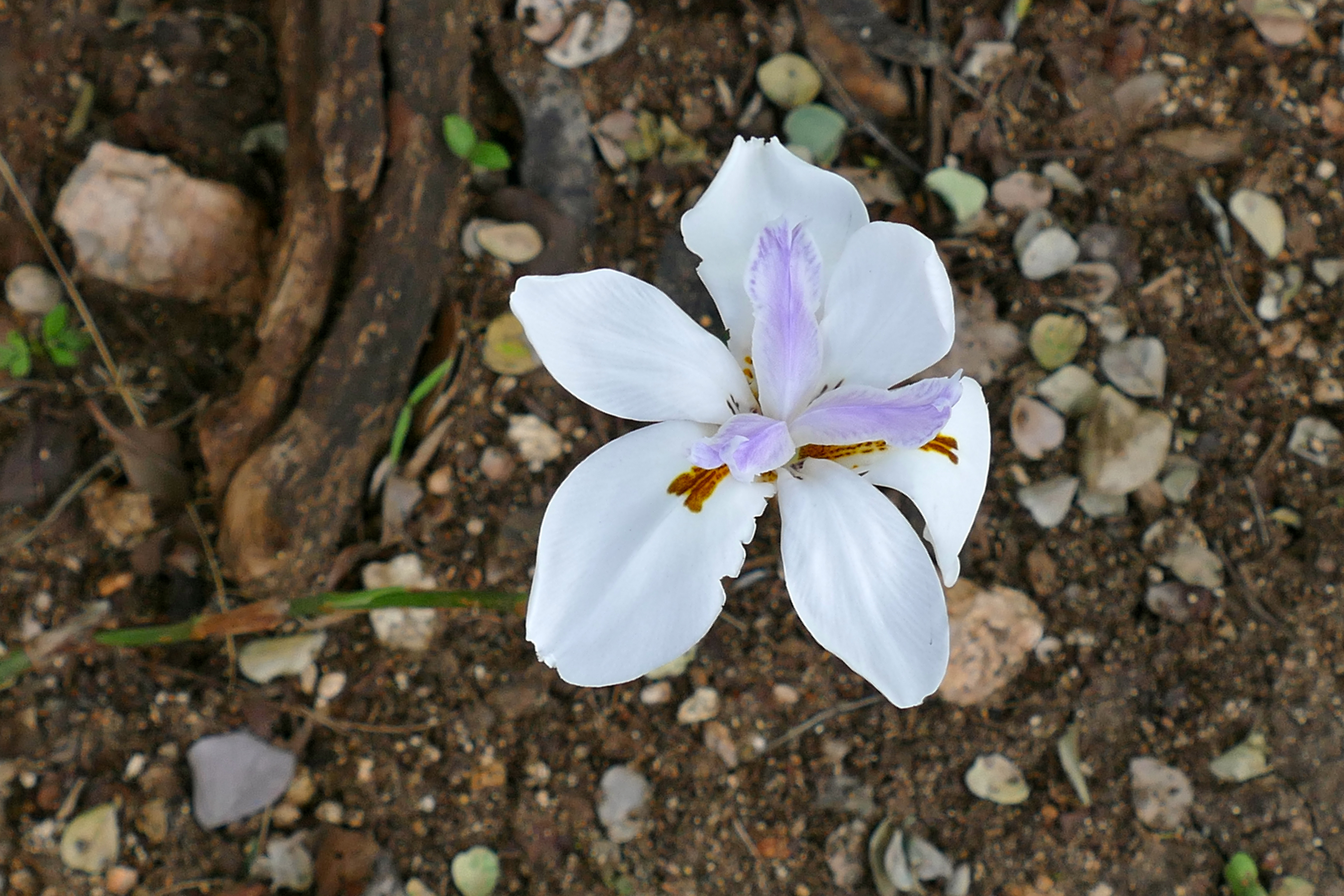
Parc national Kruger, Afrique du Sud.

## Utilisation par l'Homme
Cet iris est très souvent utilisé par les fleuristes et les paysagistes.